# Serie B 2016-2017 (pallamano maschile)
La Serie B 2016-2017 è la 45ª edizione del torneo di secondo livello del campionato italiano di pallamano maschile,  organizzato dalla Federazione Italiana Giuoco Handball.

## Area Alto Adige

### Girone Alto Adige B-U20

#### Squadre partecipanti
| Città                              | Club                 | Palasport                |
| ---------------------------------- | -------------------- | ------------------------ |
| Appiano sulla Strada del Vino (BZ) | Eppan U20            | Palestra Raiffeisen      |
| Bressanone (BZ)                    | Brixen U20           | Palasport di Bressanone  |
| Lavis (TN)                         | Pressano U20         | PaLavis                  |
| Merano (BZ)                        | Black Devils U20     | Palasport K.Wolf         |
| Mezzocorona (TN)                   | Mezzocorona U20      | Palasport di Mezzocorona |
| Naturno (BZ)                       | SSV Naturns Handball | Palestra di Naturno      |

## Area Nord

### Girone Liguria-Piemonte B-U20

#### Squadre partecipanti
| Città            | Club                | Palasport                    |
| ---------------- | ------------------- | ---------------------------- |
| Bordighera (IM)  | Athletic Bordighera | Palazzetto "Bianchieri"      |
| Imperia (IM)     | San Camillo Imperia | Palestra "San Camillo"       |
| Imperia (IM)     | Riviera             | Palasport "Città di Imperia" |
| La Spezia (SP)   | Spezia U20          | Palestra 2 Giugno            |
| Lusernetta (TO)  | Valpellice          | Palazzetto Comunale          |
| Tortona (AL)     | Derthona            | Palestra fratelli "Coppi"    |
| Tortona (AL)     | Leoni Tortona U20   | Palestra fratelli "Coppi"    |
| Ventimiglia (IM) | Ventimiglia         | PalaRoya                     |

### Girone Lombardia B-U20

#### Squadre partecipanti
| Città                       | Club                  | Palasport                       |
| --------------------------- | --------------------- | ------------------------------- |
| Vigevano (PV)               | Pol. Vigevano         | Palestra "Besozzi"              |
| Cologne (BS)                | Cologne B             | Palasport di Cologne            |
| San Martino Siccomario (PV) | Pallamano San Martino | PalaBrera                       |
| Leno (BS)                   | Leno U20              | Handball Arena                  |
| Milano (MI)                 | Ferrarin              | Palasport Polifunzionale        |
| Molteno (LC)                | Molteno U20           | Palasport "San Giorgio Molteno" |

### Girone Veneto

#### Squadre partecipanti
| Città                    | Club       | Palasport                          |
| ------------------------ | ---------- | ---------------------------------- |
| Belluno (BL)             | Belluno    | SpesArena                          |
| Camisano Vicentino (VI)  | Camisano   | Palestra Polifunzionale            |
| Malo (VI)                | Malo       | Palasport di Malo                  |
| Marano Vicentino (VI)    | San Vito   | Palasport di San Vito di Leguzzano |
| Povegliano Veronese (VR) | Dossobuono | Tensostruttura "Massimo Sorio"     |
| Musile di Piave (VE)     | Musile B   | Arco Struttura di Musile di Piave  |
| Schio (VI)               | Schio      | Palestra "Lanzi"                   |
| Vigasio (VR)             | Vigasio    | Palasport di Vigasio               |

## Area Centro

### Girone Abruzzo-Marche

#### Squadre partecipanti
| Città                    | Club                   | Palasport                          |
| ------------------------ | ---------------------- | ---------------------------------- |
| Ancona (AN)              | Dorica Ancona          | Palasport di Ancona                |
| Camerano (AN)            | Camerano               | Palasport di Camerano              |
| Chiaravalle (AN)         | Chiaravalle            | Palasport di Chiaravalle           |
| Chieti (CH)              | Chieti                 | PalaSantaFilomena                  |
| Città Sant'Angelo (PE)   | Città Sant'Angelo      | Palasport "Castagna"               |
| Falconara Marittima (AN) | Falconara              | Palasport "Badiali"                |
| Guardiagrele (CH)        | Pallamano Guardiagrele | Scuola di Guardiagrele             |
| L'Aquila (AQ)            | CUS L'Aquila           | PalaSandolo                        |
| Monteprandone (AP)       | Monteprandone          | Palestra Comunale di Monteprandone |
| Vasto (CH)               | Pallamano Vasto        | Palestra "Salesiani"               |

#### Risultati
| Andata      | Andata  | 1ª/10ª giornata              | Ritorno | Ritorno     |
|             |         |                              |         |             |
| 19 novembre | 15 - 16 | Dorica - Falconara           |         | 18 febbraio |
| 19 novembre | 25 - 15 | L'Aquila - Città Sant'Angelo |         | 19 febbraio |
| 20 novembre | 27 - 22 | Camerano - Vasto             |         | 18 febbraio |
| 20 novembre | 27 - 12 | Chiaravalle - Chieti         |         | 18 febbraio |
| 20 novembre | 22 - 27 | Guardiagrele - Monteprandone |         | 18 febbraio |

| Andata      | Andata  | 2ª/11ª giornata               | Ritorno | Ritorno     |
|             |         |                               |         |             |
| 26 novembre | 30 - 17 | L'Aquila - Chieti             |         | 26 febbraio |
| 26 novembre | 34 - 24 | Monteprandone - Dorica        |         | 25 febbraio |
| 26 novembre | 19 - 17 | Vasto - Guardiagrele          |         | 26 febbraio |
| 27 novembre | 27 - 21 | Camerano - Chiaravalle        |         | 25 febbraio |
| 27 novembre | 25 - 21 | Falconara - Città Sant'Angelo |         | 26 febbraio |

| Andata     | Andata  | 3ª/12ª giornata                   | Ritorno | Ritorno |
|            |         |                                   |         |         |
| 3 dicembre | 20 - 19 | Chieti - Falconara                |         | 4 marzo |
| 3 dicembre | 20 - 16 | Dorica - Vasto                    |         | 4 marzo |
| 3 dicembre | 17 - 17 | L'Aquila - Chiaravalle            |         | 5 marzo |
| 4 dicembre | 21 - 21 | Città Sant'Angelo - Monteprandone |         | 4 marzo |
| 4 dicembre | 29 - 39 | Guardiagrele - Camerano           |         | 5 marzo |

| Andata      | Andata  | 4ª/13ª giornata            | Ritorno | Ritorno  |
|             |         |                            |         |          |
| 10 dicembre | 35 - 21 | Monteprandone - Chieti     |         | 11 marzo |
| 10 dicembre | 17 - 21 | Vasto - Città Sant'Angelo  |         | 12 marzo |
| 11 dicembre | 32 - 23 | Camerano - Dorica          |         | 11 marzo |
| 11 dicembre | 29 - 21 | Chiaravalle - Guardiagrele |         | 12 marzo |
| 14 dicembre |         | L'Aquila - Falconara       |         | 11 marzo |

| Andata      | Andata  | 5ª/14ª giornata              | Ritorno | Ritorno  |
|             |         |                              |         |          |
| 17 dicembre | 28 - 16 | Dorica - Guardiagrele        |         | 19 marzo |
| 17 dicembre | 17 - 23 | Falconara - Chiaravalle      |         | 19 marzo |
| 17 dicembre | 23 - 21 | L'Aquila - Monteprandone     |         | 18 marzo |
| 18 dicembre | 23 - 21 | Chieti - Vasto               |         | 18 marzo |
| 18 dicembre | 16 - 22 | Città Sant'Angelo - Camerano |         | 19 marzo |

| Andata     | Andata                           | 6ª/15ª giornata           | Ritorno | Ritorno  |
|            |                                  |                           |         |          |
| 21 gennaio |                                  | Monteprandone - Falconara |         | 26 marzo |
| 21 gennaio | Vasto - L'Aquila                 |                           |         | 26 marzo |
| 22 gennaio |                                  | Camerano - Chieti         |         | 25 marzo |
| 22 gennaio | Chiaravalle - Dorica             |                           |         | 25 marzo |
| 22 gennaio | Guardiagrele - Città Sant'Angelo |                           |         | 25 marzo |

| Andata     | Andata                      | 7ª/16ª giornata            | Ritorno | Ritorno  |
|            |                             |                            |         |          |
| 28 gennaio |                             | Chieti - Guardiagrele      |         | 2 aprile |
| 28 gennaio |                             | Falconara - Vasto          |         | 1 aprile |
| 28 gennaio | 26-25                       | L'Aquila - Camerano        |         | 2 aprile |
| 28 gennaio | Monteprandone - Chiaravalle |                            |         | 2 aprile |
| 29 gennaio |                             | Città Sant'Angelo - Dorica |         | 1 aprile |

| Andata     | Andata                | 8ª/17ª giornata                 | Ritorno | Ritorno  |
|            |                       |                                 |         |          |
| 4 febbraio |                       | Dorica - Chieti                 |         | 8 aprile |
| 4 febbraio | Vasto - Monteprandone |                                 |         | 8 aprile |
| 5 febbraio |                       | Camerano - Falconara            |         | 8 aprile |
| 5 febbraio |                       | Città Sant'Angelo - Chiaravalle |         | 9 aprile |
| 5 febbraio |                       | Guardiagrele - L'Aquila         |         | 8 aprile |

| \| Andata \| Andata \| 9ª/18ª giornata \| Ritorno \| Ritorno \| \| \| \| \| \| \| \| 11 febbraio \| \| L'Aquila - Dorica \| \| 29 aprile \| \| 11 febbraio \| \| Monteprandone - Camerano \| \| 30 aprile \| \| 12 febbraio \| \| Chiaravalle - Vasto \| \| 29 aprile \| \| 12 febbraio \| \| Chieti - Città Sant'Angelo \| \| 30 aprile \| \| 12 febbraio \| \| Guardiagrele - Falconara \| \| 29 aprile \| |        |                            |         |           |
| Andata | Andata | 9ª/18ª giornata            | Ritorno | Ritorno   |
| |        |                            |         |           |
| 11 febbraio |        | L'Aquila - Dorica          |         | 29 aprile |
| 11 febbraio |        | Monteprandone - Camerano   |         | 30 aprile |
| 12 febbraio |        | Chiaravalle - Vasto        |         | 29 aprile |
| 12 febbraio |        | Chieti - Città Sant'Angelo |         | 30 aprile |
| 12 febbraio |        | Guardiagrele - Falconara   |         | 29 aprile |

#### Classifica
|  | Pos. | Squadra                | Pt | G | V | VR | PR | S | GF | GS | D | Note |
|  | ---- | ---------------------- | -- | - | - | -- | -- | - | -- | -- | - | ---- |
|  | 1.   | Camerano               | 0  | 0 | 0 | 0  | 0  | 0 | 0  | 0  | 0 |      |
|  | 2.   | CUS L'Aquila           | 0  | 0 | 0 | 0  | 0  | 0 | 0  | 0  | 0 |      |
|  | 3.   | Monteprandone          | 0  | 0 | 0 | 0  | 0  | 0 | 0  | 0  | 0 |      |
|  | 4.   | Chiaravalle            | 0  | 0 | 0 | 0  | 0  | 0 | 0  | 0  | 0 |      |
|  | 5.   | Falconara              | 0  | 0 | 0 | 0  | 0  | 0 | 0  | 0  | 0 |      |
|  | 6.   | Dorica Ancona          | 0  | 0 | 0 | 0  | 0  | 0 | 0  | 0  | 0 |      |
|  | 7.   | Chieti                 | 0  | 0 | 0 | 0  | 0  | 0 | 0  | 0  | 0 |      |
|  | 8.   | Città Sant'Angelo      | 0  | 0 | 0 | 0  | 0  | 0 | 0  | 0  | 0 |      |
|  | 9.   | Pallamano Vasto        | 0  | 0 | 0 | 0  | 0  | 0 | 0  | 0  | 0 |      |
|  | 10.  | Pallamano Guardiagrele | 0  | 0 | 0 | 0  | 0  | 0 | 0  | 0  | 0 |      |

### Girone Emilia Romagna

#### Squadre partecipanti
| Città                    | Club                                | Palasport                         |
| ------------------------ | ----------------------------------- | --------------------------------- |
| Bologna (BO)             | 2 Agosto                            | PalaFilippetti                    |
| Bologna (BO)             | San Lazzaro                         | Palestra di San Lazzaro di Savena |
| Bologna (BO)             | Bologna United B                    | Palestra di San Lazzaro di Savena |
| Castellarano (RE)        | Pallamano Sportinsieme Castellarano | Palestra di Castellarano          |
| Castelnovo di Sotto (RE) | Marconi Jumpers                     | Palestra di Castelnovo            |
| Faenza (RA)              | Faenza 1983                         | Palasport "Cattani"               |
| Modena (MO)              | Modena                              | Palasport di Modena               |
| Nonantola (MO)           | Rapid Nonantola                     | Palestra "Alighieri"              |
| Ravarino (MO)            | Pallamano Ravarino                  | Palasport di Ravarino             |
| Rubiera (RE)             | Secchia Rubiera                     | PalaBursi                         |

### Girone Toscana-Umbria

#### Squadre partecipanti
| Città                       | Club                       | Palasport                     |
| --------------------------- | -------------------------- | ----------------------------- |
| Bastia Umbra (PG)           | Bastia                     | Tensostruttura di Valfabbrica |
| Carrara (MS)                | Template:Pallamano Carrara | Palasport "Carrara"           |
| Grosseto (GR)               | Grosseto                   | Palasport di Grosseto         |
| Lucca (LU)                  | Pallamano Lucca            | Palestra I.T.I.S "Fermi"      |
| Montecarlo (LU)             | Pallamano Montecarlo       | Palestra "Novelli"            |
| Poggio a Caiano (PO)        | Medicea                    | Palestra di Poggio a Caiano   |
| Pontassieve (FI)            | Libertas La Torre Firenze  | Palestra "Balducci"           |
| Prato (PO)                  | Prato                      | Palestra "Keynes"             |
| Scarperia (FI)              | Scarperia                  | Palestra di Scarperia         |
| Tavarnelle Val di Pesa (FI) | Tavarnelle                 | Palestra "Biagi"              |

#### Risultati
| Andata      | Andata         | 1ª/10ª giornata       | Ritorno | Ritorno     |  |
|             |                |                       |         |             |  |
| 19 novembre | 35 - 26        | Carrara - Medicea     | 25 - 18 | 7 febbraio  |  |
| 19 novembre | 31 - 25        | Grosseto - Montecarlo | 31 - 25 | 12 febbraio |  |
| 19 novembre | 23 - 20        | Scarperia - Prato     | 26 - 20 | 12 febbraio |  |
| 20 novembre | 23 - 26        | La Torre - Tavarnelle | 31 - 30 | 12 febbraio |  |
| 20 novembre | Lucca - Bastia |                       |         | 12 febbraio |  |

| Andata      | Andata  | 2ª/11ª giornata       | Ritorno | Ritorno     |
|             |         |                       |         |             |
| 26 novembre | 21 - 22 | Medicea - Scarperia   | 23 - 22 | 18 febbraio |
| 27 novembre | 26 - 31 | Bastia - Carrara      | 29 - 30 | 15 febbraio |
| 27 novembre | 20 - 21 | Montecarlo - La Torre | 26 - 33 | 19 febbraio |
| 27 novembre | 25 - 31 | Prato - Grosseto      | 25 - 26 | 18 febbraio |
| 27 novembre |         | Tavarnelle - Lucca    |         | 19 febbraio |

| Andata      | Andata  | 3ª/12ª giornata         | Ritorno | Ritorno     |
|             |         |                         |         |             |
| 30 novembre |         | Carrara - Lucca         |         | 26 febbraio |
| 3 dicembre  | 28 - 22 | Grosseto - Medicea      | 25 - 21 | 25 febbraio |
| 3 dicembre  | 28 - 21 | La Torre - Prato        | 29 - 31 | 26 febbraio |
| 4 dicembre  | 26 - 17 | Scarperia - Bastia      | 25 - 30 | 26 febbraio |
| 4 dicembre  | 22 - 25 | Montecarlo - Tavarnelle | 23 - 26 | 26 febbraio |

| Andata      | Andata            | 4ª/13ª giornata      | Ritorno | Ritorno |
|             |                   |                      |         |         |
| 10 dicembre | 24 - 30           | Medicea - La Torre   | 24 - 30 | 5 marzo |
| 11 dicembre | 31 - 26           | Bastia - Grosseto    | 26 - 22 | 4 marzo |
| 11 dicembre | Lucca - Scarperia |                      |         | 4 marzo |
| 11 dicembre | 24 - 17           | Prato - Montecarlo   | 20 - 20 | 4 marzo |
| 11 dicembre | 16 - 22           | Tavarnelle - Carrara | 25 - 32 | 1 marzo |

| Andata      | Andata  | 5ª/14ª giornata      | Ritorno | Ritorno  |
|             |         |                      |         |          |
| 13 dicembre | 23 - 26 | Scarperia - Carrara  | 13 - 35 | 11 marzo |
| 17 dicembre |         | Grosseto - Lucca     |         | 12 marzo |
| 18 dicembre | 26 - 27 | La Torre - Bastia    | 28 - 25 | 12 marzo |
| 18 dicembre | 18 - 21 | Montecarlo - Medicea | 27 - 22 | 12 marzo |
| 18 dicembre | 23 - 25 | Prato - Tavarnelle   | 24 - 23 | 12 marzo |

| Andata     | Andata  | 6ª/15ª giornata        | Ritorno | Ritorno  |
|            |         |                        |         |          |
| 14 gennaio | 38 - 23 | Carrara - Grosseto     | 34 - 25 | 15 marzo |
| 15 gennaio |         | Lucca - La Torre       |         | 19 marzo |
| 15 gennaio | 27 - 19 | Medicea - Prato        | 20 - 24 | 19 marzo |
| 15 gennaio | 22 - 28 | Montecarlo - Bastia    | 26 - 23 | 19 marzo |
| 15 gennaio | 26 - 28 | Tavarnelle - Scarperia | 26 - 30 | 19 marzo |

| Andata     | Andata  | 7ª/16ª giornata      | Ritorno | Ritorno  |
|            |         |                      |         |          |
| 18 gennaio | 18 - 21 | Medicea - Tavarnelle |         | 2 aprile |
| 21 gennaio | 31 - 16 | Carrara - La Torre   |         | 1 aprile |
| 21 gennaio | 26 - 27 | Grosseto - Scarperia |         | 1 aprile |
| 22 gennaio |         | Montecarlo - Lucca   |         | 2 aprile |
| 22 gennaio | 20 - 24 | Prato - Bastia       |         | 2 aprile |

| Andata     | Andata  | 8ª/17ª giornata       | Ritorno | Ritorno   |
|            |         |                       |         |           |
| 23 aprile  | 33 - 22 | Carrara - Montecarlo  |         | 25 aprile |
| 28 gennaio | 35 - 28 | Grosseto - Tavarnelle |         | 9 aprile  |
| 28 gennaio | 35 - 30 | Scarperia - La Torre  |         | 8 aprile  |
| 29 gennaio | 21 - 20 | Bastia - Medicea      |         | 8 aprile  |
| 29 gennaio |         | Lucca - Prato         |         | 9 aprile  |

| \| Andata \| Andata \| 9ª/18ª giornata \| Ritorno \| Ritorno \| \| \| \| \| \| \| \| 4 febbraio \| 26 - 20 \| Carrara - Prato \| \| 30 aprile \| \| 5 febbraio \| 33 - 28 \| La Torre - Grosseto \| \| 29 aprile \| \| 5 febbraio \| \| Medicea - Lucca \| \| 30 aprile \| \| 5 febbraio \| 28 - 22 \| Montecarlo - Scarperia \| \| 29 aprile \| \| 5 febbraio \| 23 - 23 \| Tavarnelle - Bastia \| \| 30 aprile \| |         |                        |         |           |
| Andata | Andata  | 9ª/18ª giornata        | Ritorno | Ritorno   |
| |         |                        |         |           |
| 4 febbraio | 26 - 20 | Carrara - Prato        |         | 30 aprile |
| 5 febbraio | 33 - 28 | La Torre - Grosseto    |         | 29 aprile |
| 5 febbraio |         | Medicea - Lucca        |         | 30 aprile |
| 5 febbraio | 28 - 22 | Montecarlo - Scarperia |         | 29 aprile |
| 5 febbraio | 23 - 23 | Tavarnelle - Bastia    |         | 30 aprile |

#### Classifica
|  | Pos. | Squadra                    | Pt | G  | V  | N | S  | VR | PR | GF  | GS  | D    | Note |
|  | ---- | -------------------------- | -- | -- | -- | - | -- | -- | -- | --- | --- | ---- | ---- |
|  | 1.   | Pallamano Carrara          | 39 | 13 | 13 | 0 | 0  | 0  | 0  | 398 | 282 | +116 |      |
|  | 2.   | Pallamano Firenze La Torre | 24 | 13 | 8  | 0 | 5  | 0  | 0  | 358 | 348 | +10  |      |
|  | 3.   | Pallamano Scarperia        | 24 | 13 | 8  | 0 | 5  | 0  | 0  | 322 | 328 | -6   |      |
|  | 4.   | Handball Bastia            | 22 | 13 | 7  | 1 | 5  | 0  | 0  | 330 | 325 | +5   |      |
|  | 5.   | Pallamano Grosseto         | 21 | 13 | 7  | 0 | 6  | 0  | 0  | 357 | 360 | -3   |      |
|  | 6.   | Pallamano Tavarnelle       | 16 | 13 | 5  | 1 | 7  | 0  | 0  | 320 | 334 | -14  |      |
|  | 7.   | Pallamano Prato            | 13 | 14 | 4  | 1 | 9  | 0  | 0  | 316 | 345 | -29  |      |
|  | 8.   | Pallamano Montecarlo       | 10 | 14 | 3  | 1 | 10 | 0  | 0  | 321 | 360 | -39  |      |
|  | 9.   | Medicea Handball           | 9  | 14 | 3  | 0 | 11 | 0  | 0  | 307 | 347 | -40  |      |
|  | 10.  | Pallamano Lucca            | 0  | 0  | 0  | 0 | 0  | 0  | 0  | 0   | 0   | 0    |      |

### Girone Sardegna

#### Squadre partecipanti
| Città          | Club               | Palasport             |
| -------------- | ------------------ | --------------------- |
| Nuoro (NU)     | Karalis            | Palestra Comunale     |
| Perfugas (SS)  | Pallamano Perfugas | Palasport di Perfugas |
| Sassari (SS)   | Verdeazzurro       | PalaSantoru           |
| Selargius (CA) | Handball Selargius | Palestra "Lussorio"   |

## Area Sud

### Girone Campania-Lazio

#### Squadre partecipanti
| Città                   | Club               | Palasport                       |
| ----------------------- | ------------------ | ------------------------------- |
| Benevento (VA)          | Handball Benevento | Paladua                         |
| Castel San Giorgio (SA) | Handball Lanzara   | Palapalumbo                     |
| Fondi (LT)              | Esperanto Fondi    | Palazzetto dello Sport di Fondi |
| Orta di Atella (CE)     | Pallamano Atellana | PalaLettieri                    |
| Scafati (SA)            | Pallamano Scafati  | PalaPalumbo                     |
| Torre del Greco (NA)    | Olimpia La Salle   | Tensostruttura La Salle         |

#### Prima Fase

##### Risultati
| Andata      | Andata  | 1ª/6ª giornata               | Ritorno | Ritorno    |  |
|             |         |                              |         |            |  |
| 26 novembre | 26 - 19 | Olimpia La Salle - Benevento |         | 28 gennaio |  |
| 26 novembre | 28 - 24 | Atellana - Esperanto Fondi   |         | 28 gennaio |  |
| 27 novembre | 32 - 19 | Lanzara - Scafati            |         | 29 gennaio |  |

| Andata     | Andata  | 2ª/7ª giornata                     | Ritorno | Ritorno    |  |
|            |         |                                    |         |            |  |
| 3 dicembre | 8 - 33  | Scafati - Atellana                 |         | 4 febbraio |  |
| 3 dicembre | 23 - 18 | Esperanto Fondi - Olimpia La Salle |         | 4 febbraio |  |
| 4 dicembre | 17 - 27 | Benevento - Lanzara                |         | 5 febbraio |  |

| Andata      | Andata  | 3ª/8ª giornata              | Ritorno | Ritorno     |  |
|             |         |                             |         |             |  |
| 10 dicembre | 25 - 16 | Olimpia La Salle - Scafati  |         | 18 febbraio |  |
| 10 dicembre | 13 - 20 | Benevento - Esperanto Fondi |         | 18 febbraio |  |
| 11 dicembre | 24 - 33 | Lanzara - Atellana          |         | 19 febbraio |  |

| Andata      | Andata  | 4ª/9ª giornata             | Ritorno | Ritorno     |  |
|             |         |                            |         |             |  |
| 17 dicembre | 7 - 20  | Scafati - Esperanto Fondi  |         | 25 febbraio |  |
| 17 dicembre | 49 - 21 | Atellana - Benevento       |         | 25 febbraio |  |
| 18 dicembre | 27 -17  | Lanzara - Olimpia La Salle |         | 26 febbraio |  |

| \| Andata \| Andata \| 5ª/10ª giornata \| Ritorno \| Ritorno \| \| \| \| \| \| \| \| 21 gennaio \| \| Olimpia La Salle - Atellana \| \| 4 marzo \| \| 21 gennaio \| Esperanto Fondi - Lanzara \| \| \| 4 marzo \| \| 22 gennaio \| \| Benevento - Scafati \| \| 5 marzo \| |                           |                             |         |         |
| Andata | Andata                    | 5ª/10ª giornata             | Ritorno | Ritorno |
| |                           |                             |         |         |
| 21 gennaio |                           | Olimpia La Salle - Atellana |         | 4 marzo |
| 21 gennaio | Esperanto Fondi - Lanzara |                             |         | 4 marzo |
| 22 gennaio |                           | Benevento - Scafati         |         | 5 marzo |

##### Classifica
|  | Pos. | Squadra          | Pt | G | V | VR | PR | S | GF  | GS  | D   | Note |
|  | ---- | ---------------- | -- | - | - | -- | -- | - | --- | --- | --- | ---- |
|  | 1.   | Atellana         | 12 | 4 | 4 | 0  | 0  | 0 | 143 | 77  | +66 |      |
|  | 2.   | Lanzara          | 9  | 4 | 3 | 0  | 0  | 1 | 110 | 86  | +24 |      |
|  | 3.   | Esperanto Fondi  | 9  | 4 | 3 | 0  | 0  | 1 | 87  | 66  | +21 |      |
|  | 4.   | Olimpia La Salle | 6  | 4 | 2 | 0  | 0  | 2 | 86  | 85  | +1  |      |
|  | 5.   | HC Benevento     | 0  | 4 | 0 | 0  | 0  | 4 | 70  | 122 | -52 |      |
|  | 6.   | Scafati          | 0  | 4 | 0 | 0  | 0  | 4 | 50  | 110 | -60 |      |

### Girone Puglia

#### Squadre partecipanti
| Città               | Club                              | Palasport                          | Sponsor |
| ------------------- | --------------------------------- | ---------------------------------- | ------- |
| Altamura (BA)       | Pallamano Altamura                | Palazzetto dello Sport di Altamura |         |
| Fasano (BR)         | Handball Club Fasano              | Palestra "Franco Zizzi"            |         |
| Ginosa (TA)         | Ginosa Handball                   | Palazzetto dello Sport di Ginosa   |         |
| Manfredonia (FG)    | Pallamano Manfredonia             | PalaScaloria                       |         |
| Noci (BA)           | Hanball Club Noci                 | Palazzetto "De Luca"               |         |
| Pezze di Greco (BR) | Polisportiva Roberto Serra Fasano | Palestra "Franco Zizzi"            |         |

#### Prima Fase

##### Risultati
| Andata      | Andata | 1ª/6ª giornata      | Ritorno | Ritorno    |  |
|             |        |                     |         |            |  |
| 26 novembre |        | Altamura - Ginosa   |         | 28 gennaio |  |
| 27 novembre |        | Manfredonia - Serra |         | 28 gennaio |  |
| 27 novembre |        | Fasano - Club Noci  |         | 29 gennaio |  |

| Andata     | Andata           | 2ª/7ª giornata          | Ritorno | Ritorno    |
|            |                  |                         |         |            |
| 4 dicembre |                  | Ginosa - Fasano         |         | 4 febbraio |
| 4 dicembre | Serra - Altamura |                         |         | 4 febbraio |
| 4 dicembre |                  | Club Noci - Manfredonia |         | 5 febbraio |

| Andata      | Andata | 3ª/8ª giornata         | Ritorno | Ritorno    |  |
|             |        |                        |         |            |  |
| 10 dicembre |        | Club Noci - Ginosa     |         | 28 gennaio |  |
| 11 dicembre |        | Manfredonia - Altamura |         | 28 gennaio |  |
| 11 dicembre |        | Fasano - Serra         |         | 29 gennaio |  |

| Andata      | Andata | 4ª/9ª giornata       | Ritorno | Ritorno    |  |
|             |        |                      |         |            |  |
| 17 dicembre |        | Altamura - Club Noci |         | 28 gennaio |  |
| 18 dicembre |        | Serra - Ginosa       |         | 28 gennaio |  |
| 18 dicembre |        | Manfredonia - Fasano |         | 29 gennaio |  |

| \| Andata \| Andata \| 5ª/10ª giornata \| Ritorno \| Ritorno \| \| \| \| \| \| \| \| \| \| 14 gennaio \| \| Club Noci - Serra \| \| 28 gennaio \| \| \| 15 gennaio \| \| Ginosa - Manfredonia \| \| 28 gennaio \| \| \| 15 gennaio \| \| Fasano - Altamura \| \| 29 gennaio \| \| |        |                      |         |            |  |
| Andata | Andata | 5ª/10ª giornata      | Ritorno | Ritorno    |  |
| |        |                      |         |            |  |
| 14 gennaio |        | Club Noci - Serra    |         | 28 gennaio |  |
| 15 gennaio |        | Ginosa - Manfredonia |         | 28 gennaio |  |
| 15 gennaio |        | Fasano - Altamura    |         | 29 gennaio |  |

##### Classifica
|  | Pos. | Squadra               | Pt | G | V | VR | PR | S | GF | GS | D  | Note |
|  | ---- | --------------------- | -- | - | - | -- | -- | - | -- | -- | -- | ---- |
|  | 1.   | Altamura              | 0  | 1 | 1 | 0  | 0  | 0 | 0  | 0  | +0 |      |
|  | 2.   | Pallamano Manfredonia | 0  | 1 | 1 | 0  | 0  | 0 | 0  | 0  | +0 |      |
|  | 3.   | Ginosa                | 0  | 1 | 1 | 0  | 0  | 0 | 0  | 0  | +0 |      |
|  | 4.   | Fasano                | 0  | 0 | 0 | 0  | 0  | 0 | 0  | 0  | -0 |      |
|  | 5.   | Handball Club Noci    | 0  | 0 | 0 | 0  | 0  | 0 | 0  | 0  | -0 |      |
|  | 6.   | Serra Fasano          | 0  | 0 | 0 | 0  | 0  | 0 | 0  | 0  | -0 |      |

## Area Calabria

### Girone Calabria

#### Squadre partecipanti
| Città                    | Club                          | Palasport                       |
| ------------------------ | ----------------------------- | ------------------------------- |
| Lamezia Terme (CZ)       | Pallamano Lamezia Terme       | Palasport di Lamezia Terme      |
| Reggio Calabria (RC)     | Team Handball Reggio Calabria | Palasport "Botteghelle"         |
| Reggio Calabria (RC)     | Rhegion Club Handball         | Palestra Polivalente "Boccioni" |
| Terranova da Sibari (CS) | Amatori Pallamano Terranova   | PalaSantAntonio                 |

##### Risultati
| Andata      | Andata  | 1ª/4ª giornata               | Ritorno | Ritorno    |
|             |         |                              |         |            |
| 10 dicembre | 25 - 20 | Terranova- Reggio Calabria   |         | 28 gennaio |
| 11 dicembre | 21 - 22 | Rhegion Club - Lamezia Terme |         | 5 febbraio |

| Andata      | Andata  | 2ª/5ª giornata                | Ritorno | Ritorno     |
|             |         |                               |         |             |
| 17 dicembre | 23 - 12 | Reggio Calabria- Rhegion Club |         | 19 febbraio |
| 18 dicembre | 16 - 39 | Lamezia Terme - Terranova     |         | 18 febbraio |

| \| Andata \| Andata \| 3ª/6ª giornata \| Ritorno \| Ritorno \| \| \| \| \| \| \| \| 5 marzo \| \| Reggio Calabria - Lamezia Terme \| \| 28 gennaio \| \| 5 marzo \| Terranova - Rhegion Club \| \| \| 28 gennaio \| |                          |                                 |         |            |
| Andata | Andata                   | 3ª/6ª giornata                  | Ritorno | Ritorno    |
| |                          |                                 |         |            |
| 5 marzo |                          | Reggio Calabria - Lamezia Terme |         | 28 gennaio |
| 5 marzo | Terranova - Rhegion Club |                                 |         | 28 gennaio |

##### Classifica
|  | Pos. | Squadra                       | Pt | G | V | VR | PR | S | GF  | GS  | D   | Note |
|  | ---- | ----------------------------- | -- | - | - | -- | -- | - | --- | --- | --- | ---- |
|  | 1.   | Terranova da Sibari           | 15 | 6 | 5 | 0  | 0  | 1 | 188 | 104 | +84 |      |
|  | 2.   | Team Handball Reggio Calabria | 12 | 6 | 4 | 0  | 0  | 2 | 122 | 108 | +14 |      |
|  | 3.   | Pallamano Lamezia Terme       | 9  | 6 | 3 | 0  | 0  | 3 | 109 | 141 | -32 |      |
|  | 4.   | Rhegion Club Handball         | 0  | 6 | 0 | 6  | 0  | 6 | 85  | 150 | -65 |      |

## Area Sicilia

### Squadre partecipanti
| Città               | Club                       | Palasport                  | Sponsor |
| ------------------- | -------------------------- | -------------------------- | ------- |
| Aci Castello (CT)   | Handball Mascalucia        | Palestra di Mascalucia     |         |
| Agrigento (AG)      | Pallamano Girgenti         | PalaForum                  |         |
| Caltanissetta (CL)  | Nova Audax Caltanissetta   | PalaMilani                 |         |
| Capo d'Orlando (ME) | Handball Esperia Orlandina | Palasport "G.Valenti"      |         |
| Enna (EN)           | Pallamano Haenna           | Palestra di Enna           |         |
| Messina (ME)        | Handball Messina           | PalaMili                   |         |
| Niscemi (CL)        | Handball San Cataldo       | Palasport "Maira"          |         |
| Palermo (PA)        | Pallamano Villaurea        | PalaDonBosco               |         |
| Scicli (RG)         | Handball Scicli            | Struttura Geodetica Scicli |         |

### Risultati
| Andata      | Andata                            | 1ª/10ª giornata               | Ritorno | Ritorno    |
|             |                                   |                               |         |            |
| 21 novembre |                                   | Secchia Rubiera - Parma       |         | 6 febbraio |
| 21 novembre | Modena - Bologna United           |                               |         | 6 febbraio |
| 22 novembre |                                   | Follonica - Massa Marittima   |         | 6 febbraio |
| 22 novembre | Tavarnelle - Sassari Verdeazzurro |                               |         | 6 febbraio |
|             |                                   | riposa: Benevento "V.Ferrara" |         |            |

| Andata      | Andata                            | 2ª/7ª giornata                | Ritorno | Ritorno    |
|             |                                   |                               |         |            |
| 21 novembre |                                   | Secchia Rubiera - Parma       |         | 6 febbraio |
| 22 novembre |                                   | Modena - Bologna United       |         | 6 febbraio |
| 22 novembre | Follonica - Massa Marittima       |                               |         | 6 febbraio |
| 22 novembre | Tavarnelle - Sassari Verdeazzurro |                               |         | 6 febbraio |
|             |                                   | riposa: Benevento "V.Ferrara" |         |            |

| Andata      | Andata                      | 3ª/8ª giornata                    | Ritorno | Ritorno    |
|             |                             |                                   |         |            |
| 21 novembre |                             | Secchia Rubiera - Parma           |         | 6 febbraio |
| 21 novembre | Modena - Bologna United     |                                   |         | 6 febbraio |
| 21 novembre | Follonica - Massa Marittima |                                   |         | 6 febbraio |
| 22 novembre |                             | Tavarnelle - Sassari Verdeazzurro |         | 6 febbraio |
|             |                             | riposa: Benevento "V.Ferrara"     |         |            |

| Andata      | Andata                            | 4ª/9ª giornata                | Ritorno | Ritorno    |
|             |                                   |                               |         |            |
| 21 novembre |                                   | Secchia Rubiera - Parma       |         | 6 febbraio |
| 21 novembre | Modena - Bologna United           |                               |         | 6 febbraio |
| 21 novembre | Follonica - Massa Marittima       |                               |         | 6 febbraio |
| 21 novembre | Tavarnelle - Sassari Verdeazzurro |                               |         | 6 febbraio |
|             |                                   | riposa: Benevento "V.Ferrara" |         |            |

| Andata      | Andata                            | 5ª/10ª giornata               | Ritorno | Ritorno    |
|             |                                   |                               |         |            |
| 21 novembre |                                   | Secchia Rubiera - Parma       |         | 6 febbraio |
| 21 novembre | Modena - Bologna United           |                               |         | 6 febbraio |
| 22 novembre |                                   | Follonica - Massa Marittima   |         | 6 febbraio |
| 22 novembre | Tavarnelle - Sassari Verdeazzurro |                               |         | 6 febbraio |
|             |                                   | riposa: Benevento "V.Ferrara" |         |            |

| Andata      | Andata                            | 6ª/9ª giornata                | Ritorno | Ritorno    |
|             |                                   |                               |         |            |
| 21 novembre |                                   | Secchia Rubiera - Parma       |         | 6 febbraio |
| 21 novembre | Modena - Bologna United           |                               |         | 6 febbraio |
| 22 novembre |                                   | Follonica - Massa Marittima   |         | 6 febbraio |
| 22 novembre | Tavarnelle - Sassari Verdeazzurro |                               |         | 6 febbraio |
|             |                                   | riposa: Benevento "V.Ferrara" |         |            |

| Andata      | Andata                            | 7ª/8ª giornata                | Ritorno | Ritorno    |
|             |                                   |                               |         |            |
| 21 novembre |                                   | Secchia Rubiera - Parma       |         | 6 febbraio |
| 21 novembre | Modena - Bologna United           |                               |         | 6 febbraio |
| 22 novembre |                                   | Follonica - Massa Marittima   |         | 6 febbraio |
| 22 novembre | Tavarnelle - Sassari Verdeazzurro |                               |         | 6 febbraio |
|             |                                   | riposa: Benevento "V.Ferrara" |         |            |

| Andata      | Andata                      | 8ª/9ª giornata                    | Ritorno | Ritorno    |
|             |                             |                                   |         |            |
| 21 novembre |                             | Secchia Rubiera - Parma           |         | 6 febbraio |
| 21 novembre | Modena - Bologna United     |                                   |         | 6 febbraio |
| 21 novembre | Follonica - Massa Marittima |                                   |         | 6 febbraio |
| 22 novembre |                             | Tavarnelle - Sassari Verdeazzurro |         | 6 febbraio |
|             |                             | riposa: Benevento "V.Ferrara"     |         |            |

| \| Andata \| Andata \| 9ª/10ª giornata \| Ritorno \| Ritorno \| \| \| \| \| \| \| \| 21 novembre \| \| Secchia Rubiera - Parma \| \| 6 febbraio \| \| 21 novembre \| Modena - Bologna United \| \| \| 6 febbraio \| \| 22 novembre \| \| Follonica - Massa Marittima \| \| 6 febbraio \| \| 22 novembre \| Tavarnelle - Sassari Verdeazzurro \| \| \| 6 febbraio \| \| \| \| riposa: Benevento "V.Ferrara" \| \| \| |                                   |                               |         |            |
| Andata | Andata                            | 9ª/10ª giornata               | Ritorno | Ritorno    |
| |                                   |                               |         |            |
| 21 novembre |                                   | Secchia Rubiera - Parma       |         | 6 febbraio |
| 21 novembre | Modena - Bologna United           |                               |         | 6 febbraio |
| 22 novembre |                                   | Follonica - Massa Marittima   |         | 6 febbraio |
| 22 novembre | Tavarnelle - Sassari Verdeazzurro |                               |         | 6 febbraio |
| |                                   | riposa: Benevento "V.Ferrara" |         |            |